# Dianna Cowern
Dianna Leilani Cowern (Kauai, Hawái, 4 de mayo de 1989) es una divulgadora científica y youtuber estadounidense, más conocida por ser la presentadora del canal de PBS Digital Studios llamado Physics Girl. Previamente, era una coordinadora de difusión en el Centro de Astrofísica y Ciencias Espaciales de la Universidad de California en San Diego. Uno de sus logros es hacer a la ciencia más accesible para las chicas. Empezó a hacer vídeos mientras trabajaba para General Electric. Ganó un premio al mejor vídeo del Centro de Comunicación Científica de Alan Alda de la Universidad de Stony Brook. En diciembre de 2017, fue invitada a una entrevista en  APS News.